# Vladimír Karbusický
Vladimír Karbusický (* 9. April 1925 in Velim; † 23. Mai 2002 in Hamburg) war ein tschechischer Musikwissenschaftler.

## Leben

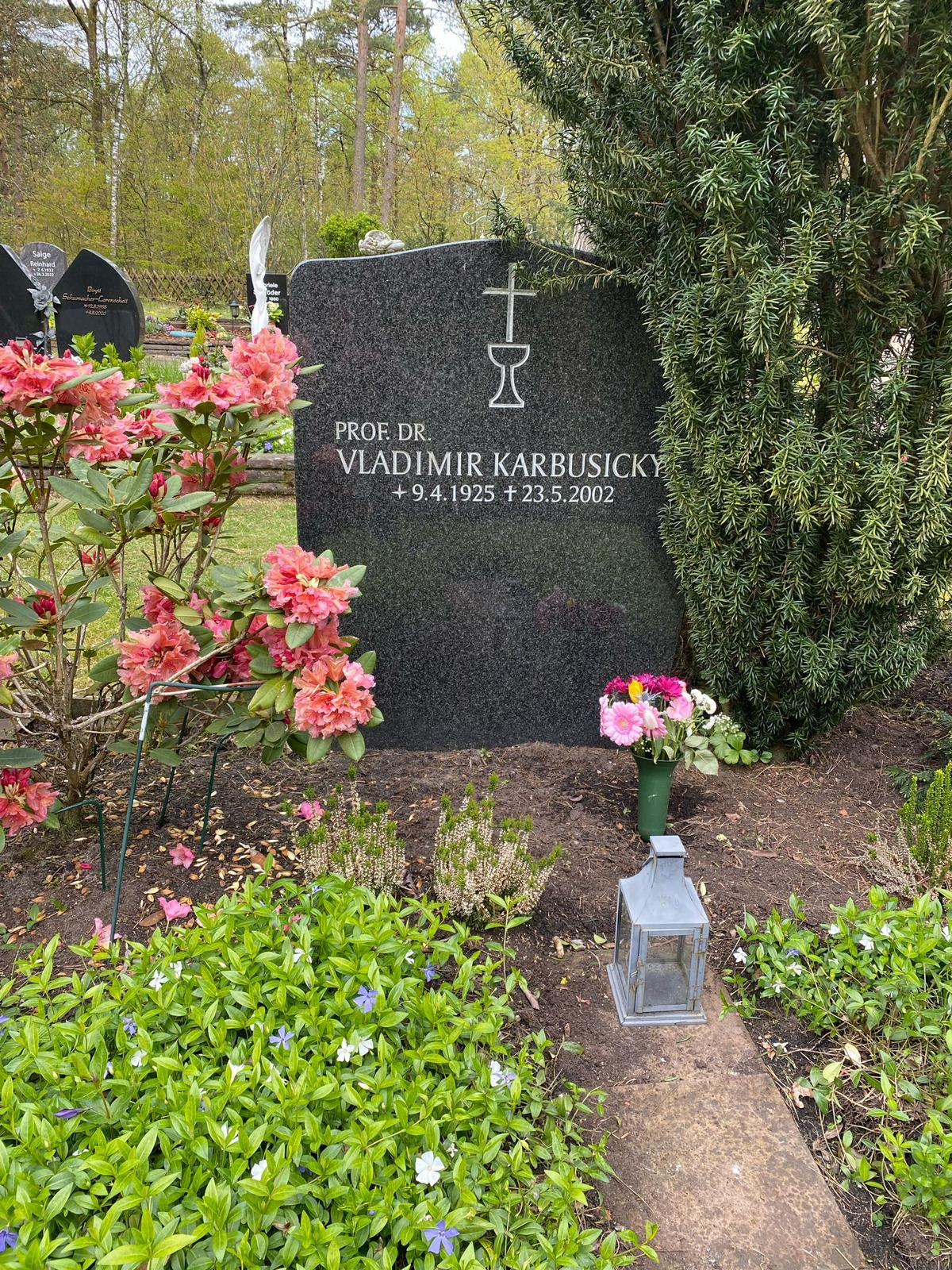
Grabstätte auf dem Waldfriedhof Buchholz

Als Jugendlicher wurde Karbusický in den Jahren 1944–45 als Zwangsarbeiter nach Hamburg verschleppt. Nach dem Krieg holte er das Abitur nach und begann zunächst Maschinenbau zu studieren. Er wechselte jedoch das Fach und studierte 1948–52 Musikwissenschaft, Ästhetik und Philosophie an der Karlsuniversität Prag. Er promovierte im Jahr 1953 mit einer Untersuchung der Geschichte des Arbeiterliedes. 1964 wurde er mit einer Arbeit zum gleichen Thema Kandidat der Wissenschaften. Nach dem Prager Frühling musste er seine Tätigkeit an der Akademie der Wissenschaften in Prag aufgeben und emigrierte 1969. Habilitiert wurde er 1975 an der Pädagogischen Hochschule Rheinland. Er lehrte außerdem in Wuppertal und Aachen. 1976 wechselte er nach Hamburg, wo er bis 1990 einen Lehrstuhl für systematische Musikwissenschaft innehatte.
Seine letzte Ruhestätte fand Vladimir Karbusický auf dem Waldfriedhof in Buchholz in der Nordheide.

## Werk
Karbusický veröffentlichte musikwissenschaftliche, historische und philosophische Schriften. Er galt als Strukturalist. Die Schrift Anfänge der historischen Überlieferung in Böhmen entstand in den Jahren 1955 bis 1966 und wurde zunächst in der Bundesrepublik in deutscher Übersetzung veröffentlicht. Der Zensur wegen konnte es in Prag erst 1995 publiziert werden. Die Empirische Musiksoziologie von 1975 und die Systematische Musikwissenschaft von 1979 wurden zu anerkannten Standardwerken der jeweiligen Disziplinen.

## Vier-Akte-Dramaturgie
In der gymnasialen Oberstufe spielt im Musikunterricht beim Themenbereich "Musik und Politik" die Vier-Akte-Dramaturgie" eine wichtige Rolle bei der Behandlung von Agitations- und Kampfliedern.
Die Vier-Akte-Dramaturgie beinhaltet folgende Strategien bei Agitations- und Kampflieder:
1. Reduktion der Realität auf eine Kampfsituation
2. Erkenntnis von Not der Schwäche, Gruppierungsappell
3. Dramatisierung des Feindes, seiner Untaten – seiner letztlichen Ohnmacht
4. Richtlinien, Zukunft, Erlösungsversprechen
Diese Vier-Akte-Dramaturgie lässt sich vor allem bei Agitationsliedern der Nationalsozialisten oder der Sozialisten anwenden.

## Bibliographie (Auswahl)
- Anfänge der historischen Überlieferung in Böhmen. Ein Beitrag zum vergleichenden Studium der mittelalterlichen Sängerepen, Böhlau, Köln, 1980, ISBN 3-412-06879-9
- Grundriß der musikalischen Semantik, Darmstadt, 1986, ISBN 3-534-01785-4
- Kosmos-Mensch-Musik. Strukturalistische Anthropologie des Musikalischen, Hamburg, 1990
- Jüdische Anekdoten aus Prag, Herder, Freiburg, 1993, ISBN 3-451-04241-X
- Wie Deutsch ist das Abendland. Geschichtliches Sendungsbewußtsein im Spiegel der Musik, von Bockel, Hamburg, 1995, ISBN 3-928770-53-5
- Geschichte des böhmischen Musiktheaters. Aus dem Nachlass herausgegeben von Melanie Unseld, Albrecht Schneider und Peter Petersen. von Bockel Verlag, Hamburg 2005, ISBN 3-932696-57-3